# Oriente, Paraíso
Oriente är en ort i Mexiko.   Den ligger i kommunen Paraíso och delstaten Tabasco, i den sydöstra delen av landet, 600 km öster om huvudstaden Mexico City. Oriente ligger 10 meter över havet och antalet invånare är 268.
Terrängen runt Oriente är mycket platt. Runt Oriente är det ganska tätbefolkat, med 179 invånare per kvadratkilometer. Närmaste större samhälle är Comalcalco, 7,1 km söder om Oriente. Omgivningarna runt Oriente är en mosaik av jordbruksmark och naturlig växtlighet.